# (33477) 1999 FR59
1999 FR59 (asteroide 33477) é um asteroide da cintura principal. Possui uma excentricidade de 0.08492290 e uma inclinação de 6.61773º.
Este asteroide foi descoberto no dia 27 de março de 1999 por Beijing Schmidt CCD Asteroid Program em Xinglong.